# 斉藤一 (医学者)
斉藤 一（さいとう はじめ、1910年1月1日 - 2014年9月25日）は、日本の医学者、社会医学者。旧制千葉県立佐倉中学校（現在の千葉県立佐倉高等学校）を経て東京帝國大學医学部（現在の東京大学医学部）卒業。大原記念労働科学研究所所長（後に顧問）。
2014年9月25日死去、104歳。

## 著書
- 『労働時間 労働基準全書 第6巻』（東洋書館、1948年）
- 『労働時間・休憩・交替制 労働科学叢書4』（労働科学研究所出版部、1966年）
- 『婦人労働 その労働科学的分析 労働科学叢書26』（労働科学研究所、1980年）
- 『高齢者の労働能力 労働科学叢書53』（労働科学研究所、1980年）
- 『単調労働とその対策 労働の人間化のために 労働科学叢書43』（労働科学研究所、1982年）